# Patrícia Godinho Gomes
Patrícia Godinho Gomes (Guiné-Bissau, 1972) é uma escritora e professora da Universidade Federal da Bahia (UFBA) e investigadora de História da África Subsahariana  Ela estuda assuntos ligados à participação das mulheres africanas nas resistências anticoloniais em perspetiva de gênero, bem como de feminismos africanos, com particular foco nos países africanos de fala portuguesa, mais especificamente na Guiné-Bissau e em Cabo Verde. 

## Biografia
Guineense, Patrícia Godinho Gomes estudou em Portugal na Universidade Técnica de Lisboa, com especialização em Estudos Africanos (1995) viveu muitos anos na Itália, país ao qual permanece ligada e onde se doutorou no ano de 2003 em História e Instituições da África  e Pós-Doutora em História da África pela Universidade de Cagliari de 2006 a 2010. De 2014 a 2018, Patrícia Godinho Gomes fez investigações de Pós-Doutoramento em Estudos Étnicos e Africanos pela Universidade Federal da Bahia, onde atuou como professora.